# 16 januari
16 januari är den 16:e dagen på året i den gregorianska kalendern. Det återstår 349 dagar av året (350 under skottår).

## Återkommande bemärkelsedagar

### Övriga
- Thailand: Lärardagen
- USA: Religionsfrihetsdagen

## Namnsdagar

### I den svenska almanackan
- Nuvarande – Hjalmar och Helmer
- Föregående i bokstavsordning
  - Helmer – Namnet infördes 1901 på 10 oktober och flyttades 2001 till dagens datum.
  - Herdis – Namnet infördes på dagens datum 1986, men utgick 1993.
  - Hervor – Namnet infördes 1986 på 16 mars. 1993 flyttades det till dagens datum och 2001 till 1 april.
  - Hjalmar – Namnet infördes på dagens datum 1901 och har funnits där sedan dess.
  - Hjördis – Namnet infördes på dagens datum 1986, men flyttades 1993 till 3 februari, där det har funnits sedan dess.
  - Marcellus – Namnet fanns, till minne av påven Marcellus I från början av 300-talet, på dagens datum före 1901, då det utgick.
- Föregående i kronologisk ordning
  - Före 1901 – Marcellus
  - 1901–1985 – Hjalmar
  - 1986–1992 – Hjalmar, Herdis och Hjördis
  - 1993–2000 – Hjalmar och Hervor
  - Från 2001 – Hjalmar och Helmer
- Källor
  - Brylla, Eva (red.): Namnlängdsboken, Norstedts ordbok, Stockholm, 2000. ISBN 91-7227-204-X
  - af Klintberg, Bengt: Namnen i almanackan, Norstedts ordbok, Stockholm, 2001. ISBN 91-7227-292-9

### Finlandssvenska almanackan
- Nuvarande från 1995[1] – Gudmund, Germund
- I föregående revideringar[a][2]
  - 1929–1994 – Gudmund

## Händelser
- 1547 – Ivan IV (sedermera känd som Ivan den förskräcklige), som har varit furste av Moskva sedan 1533, blir den förste ryske härskaren som antar titeln tsar av Ryssland.[3]
- 1900 – Det svenska politiska partiet Liberala samlingspartiet (föregångare till Liberalerna) bildas och har som mål att införa allmän rösträtt i Sverige. 1924 splittras partiet i två delar, eftersom man inte kan enas i frågan om ett svenskt spritförbud.
- 1909 – Den brittiske polarforskaren Ernest Shackletons expedition finner den magnetiska sydpolen.
- 1924 – En polisstyrka på 20 man sänds från Stockholm till Sundsvall med anledning av den strejk, som pågår bland renhållningsarbetarna där.
- 1936 – Den svenska stiftelsen Solstickan bildas. Överskottet på försäljning av de tändsticksaskar, som har en etikett ritad av Einar Nerman, ska gå till hjälp åt kroniskt sjuka barn och gamla.
- 1940 – De första av de barn, som evakueras från det krigsdrabbade Finland (som blir kända som finländska krigsbarn), anländer till Sverige vid Haparanda.
- 1949 – Den svenske fotbollsspelaren Gunnar Nordahl skriver kontrakt med den italienska fotbollsklubben AC Milan och blir därmed Sveriges förste professionelle fotbollsspelare.
- 1960 – Flygplanet Saab 35 Draken blir det första svenska flygplanet, som överskrider dubbla ljudhastigheten.
- 1972 – Borrning efter olja inleds på Gotland. Projektet blir dock ett misslyckande, eftersom man inte hittar några nämnvärda mängder, och läggs därför snart ner.
- 1992
  - Sverige erkänner staterna Armenien, Azerbajdzjan, Kazakstan, Kirgizistan, Moldavien, Tadzjikistan, Turkmenistan och Uzbekistan, som har förklarat sig självständiga från det sönderfallande Sovjetunionen, samt Kroatien och Slovenien, som har förklarat sig självständiga från Jugoslavien. Erkännandet av de jugoslaviska staterna sker dagen efter att Europeiska gemenskaperna (EG) har erkänt dem.
  - Lotteri-tv-programmet Bingolotto får dispens att börja sändas nationellt i Sverige, trots att ett sådant rikstäckande lotteri enligt gällande svensk lotterilag inte är tillåtet.
- 2003 – Rymdfärjan Columbia påbörjar sitt 28:e uppdrag, vilket blir dess sista, eftersom den havererar 16 dagar senare.

## Födda
- 1245 – Edmund Krokrygg, engelsk prins
- 1675 – Louis de Rouvroy, fransk diplomat, militär och memoarförfattare
- 1728 – Niccolò Piccinni, italiensk kompositör
- 1749 – Vittorio Alfieri, italiensk dramatiker
- 1752 – Nicolas-François Guillard, fransk librettist
- 1785 – Carl Christian Rafn, dansk fornforskare
- 1814 – Henning Hamilton, svensk statsman, militär och skriftställare, landshövding i Östergötlands län, Sveriges ecklesiastikminister, ledamot av Svenska Akademien
- 1815 – Lemuel J. Bowden, amerikansk politiker, senator för Virginia
- 1818 – C.V.A. Strandberg, svensk tidningsman och lyriker, ledamot av Svenska Akademien
- 1875 – Leonor Michaelis, tysk-amerikansk biokemist
- 1877 – Andrew W. Hockenhull, amerikansk demokratisk politiker, guvernör i New Mexico
- 1891 – Charley Straight, amerikansk pianist, orkesterledare och kompositör
- 1900 – Edith Frank, Anne Franks mor
- 1901 – Fulgencio Batista, kubansk politiker, Kubas president
- 1906 – Diana Wynyard, brittisk skådespelare
- 1908
  - Ethel Merman, amerikansk sångare och skådespelare
  - Günther Prien, tysk marinofficer och ubåtskapten
- 1909 – Clement Greenberg, amerikansk konstkritiker
- 1912 – Frank Sundström, svensk skådespelare och teaterchef
- 1913 – Nils Bäckström, svensk operasångare
- 1914 – Bertil Boo, svensk skådespelare och barytonsångare
- 1918 – Allan Ekelund, svensk filmproducent och regiassistent
- 1922 – Knut Hammarskjöld, svensk diplomat
- 1924 – Katy Jurado, mexikansk skådespelare
- 1931 – Johannes Rau, tysk politiker, Tysklands förbundspresident
- 1932 – Dian Fossey, amerikansk etolog och primatolog
- 1933 – Susan Sontag, amerikansk författare
- 1937 – Ingvar Skogsberg, svensk regissör och manusförfattare
- 1939 – Christodoulos, ärkebiskop och primas över grekisk-ortodoxa kyrkan
- 1940 – Kjell E. Genberg, svensk deckarförfattare
- 1942
  - Sigrid Combüchen, svensk författare
  - Doris Funcke, svensk skådespelare och konstnär
- 1943 – Mona Seilitz, svensk skådespelare
- 1946 – Kabir Bedi, indisk filmskådespelare
- 1948 – John Carpenter, amerikansk filmregissör
- 1952 – L. Blaine Hammond, amerikansk astronaut
- 1954 – Morten P. Meldal, dansk kemist, mottagare av Nobelpriset i kemi 2022
- 1958 – Anatolij Bukrejev, rysk bergsbestigare
- 1959 – Helen Folasade Adu, brittisk sångare med artistnamnet Sade
- 1961 – Paul Raven, brittisk musiker
- 1962 – Denis O'Hare, amerikansk skådespelare
- 1963 – James May, brittisk motorjournalist
- 1969 – Per Yngve Ohlin, svensk musiker och sångare i gruppen Mayhem med artistnamnet Dead
- 1973 – Josie Davis, amerikansk skådespelare
- 1974
  - Mattias Jonson, svensk fotbollsspelare
  - Kate Moss, brittisk supermodell
- 1979 – Aaliyah Dana Haughton, amerikansk artist, skådespelare och modell med artistnamnet Aaliyah
- 1980 – Albert Pujols, dominikansk basebollspelare
- 1981 – Nick Valensi, amerikansk musiker, medlem i gruppen The Strokes
- 1986 – Anton Axelsson, svensk ishockeyspelare
- 1988 – Nicklas Bendtner, dansk fotbollsspelare

## Avlidna
- 1443 – Erasmo av Narni, 72, italiensk legobefälhavare, känd som Gattamelata
- 1703 – Erik Dahlbergh, 76, svensk greve, militär, fältmarskalk, arkitekt och ämbetsman
- 1794 – Edward Gibbon, 56, brittisk historiker
- 1891 – Léo Delibes, 54, fransk kompositör
- 1897 – Anders Sundström, 64, svensk hemmansägare och riksdagsman
- 1901 – Hiram Rhodes Revels, 73, amerikansk republikansk politiker, senator för Mississippi 1870–1871
- 1903 – Josef Franz Freyn, 57, österrikisk botaniker
- 1917
  - George Dewey, 79, amerikansk sjömilitär
  - Addison G. Foster, 79, amerikansk republikansk politiker och affärsman, senator för Washington 1899–1905
- 1935 – Franklin S. Billings, 72, amerikansk republikansk politiker, guvernör i Vermont 1925–1927
- 1936 – Albert Fish, 65, amerikansk seriemördare (avrättad)
- 1942 – Carole Lombard, 33, amerikansk skådespelare
- 1945 – Nils Dahlström, 49, svensk skådespelare och filmproducent
- 1957 – Arturo Toscanini, 89, italiensk dirigent
- 1967 – Robert Van de Graaff, 65, amerikansk fysiker och uppfinnare
- 1974 – Fred Andrew Seaton, 64, amerikansk republikansk politiker, USA:s inrikesminister 1956–1961
- 1977 – Leif Panduro, 53, dansk dramatiker och författare
- 1979 – Ted Cassidy, 46, amerikansk skådespelare
- 1981 – Bernard Lee, 73, brittisk skådespelare, mest känd i rollen som M i filmerna om James Bond
- 1983 – Sven Silén, 74, svensk biskop i Västerås stift
- 1988
  - Ballard Berkeley, 83, brittisk skådespelare, i Sverige mest känd i rollen som major Gowen i tv-serien Pang i bygget
  - Andrija Artuković, 88, kroatisk politiker och krigsförbrytare, medlem i organisationen Ustaša
- 1992 – Carl-Gustaf Lindstedt, 70, svensk skådespelare och komiker
- 1998 – Nils Ekman, 82, svensk skådespelare
- 2001 – Laurent-Désiré Kabila, 61, kongolesisk politiker, Kongo-Kinshasas president sedan 1997 (mördad)
- 2004 – Kalevi Sorsa, 73, finländsk politiker, Finlands statsminister 1972–1975, 1977–1979 och 1982–1987
- 2007 – Rudolf-August Oetker, 90, tysk företagare, grundare av företaget Dr. Oetker
- 2009 – Andrew Wyeth, 91, amerikansk konstnär
- 2010 – Carl Smith, 82, amerikansk countrysångare
- 2012 – Gustav Leonhardt, 83, nederländsk cembalist och dirigent
- 2013
  - Noé Hernández, 34, mexikansk friidrottare
  - Sten K. Johnson, 67, svensk entreprenör och industriman
  - Jevdokia Meksjilo, 81, rysk längdskidåkare
- 2014
  - Russell Johnson, 89, amerikansk skådespelare
  - Hiroo Onoda, 91,  japansk arméofficer under andra världskriget, känd för att inte ha kapitulerat förrän 1974
  - Cosimo Antonelli, 88, italiensk vattenpolomålvakt
- 2015 – Birgitta Adde, 89, svensk jurist
- 2016 – Hans Gillingstam, 90, svensk medeltidshistoriker och genealog
- 2017 – Eugene Cernan, 82, amerikansk astronaut
- 2018
  - Javiera Muñoz, 40, svensk sångerska
  - Jo Jo White, 71, amerikansk basketspelare
- 2020 – Barry Tuckwell, 88, australisk valthornist
- 2021 – Phil Spector, 81, amerikansk skivproducent
- 2024 – Torsten Wahlund, 85, svensk skådespelare
- 2025
  - Harry Bild, 88, svensk fotbollsspelare
  - David Lynch, 78, amerikansk filmregissör